# Scarabaeus zambezianus
Scarabaeus zambezianus là một loài bọ cánh cứng trong họ Bọ hung (Scarabaeidae).